# Protoporcelaine
La protoporcelaine est le nom des poteries antiques qui ont été fabriquées dans des fours qui atteignaient des températures proches de 1200 degrés Celsius, avec des terres spéciales et un polissage de finition. 
Cela permettait d'obtenir une apparence plus luisante et plus fine par rapport aux autres poteries de l'époque.